# 週末自由席早トクきっぷ

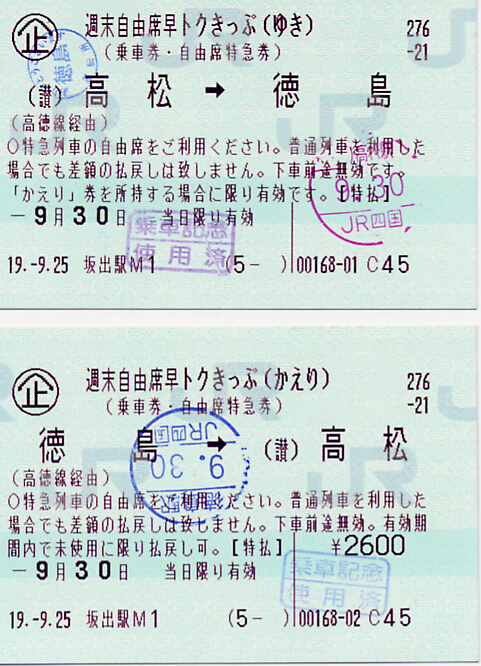
週末自由席早トクきっぷ　高松発　（マルス発行）

週末自由席早トクきっぷ（しゅうまつじゆうせきはやとくきっぷ）は、四国旅客鉄道（JR四国）が発売する特別企画乗車券（トクトクきっぷ）。

## 内容
利用条件・有効期間
高徳線高松～徳島間の普通列車および特急列車の自由席が乗車できる。
利用日の1か月前から前日までに購入する必要がある。
2010年3月28日（日）までの土、日、祝日、振替休日、国民の休日の当日限り有効。
2010年4月3日（土）利用開始分からは利用開始日は土、日、祝日、振替休日、国民の休日で変更はないが、有効期間が2日間に変更になった。
2010年9月17日のJR四国プレスリリースで通年発売になる旨の発表があった。
発売期間
JR四国主要駅みどりの窓口、ワープ支店、駅ワーププラザ、四国内の主な旅行会社などで発売され、インターネットでは夢四国で購入予約が可能である。
販売価格（2023年5月20日改定）
大人：4,000円
小児：2,000円
なお、高松～徳島間の片道普通運賃は1,640円（往復3,280円）、片道自由席特急料金は1,200円（往復2,400円）である。